# 阿卜杜拉·薩拉勒
阿卜杜拉·葉海亞·薩拉勒（阿拉伯語：عبد الله يحيى السلال，羅馬化：ʿAbd Allāh Yaḥyā as-Sallāl，1917年1月9日—1994年3月5日）是葉門穆塔瓦基利亞王國的一名軍官，1962年領導軍隊發動政變，參與了9月26日革命並在隨後成為葉門阿拉伯共和國第一任總統，直到1967年11月5日被政變推翻。.